# 藤縄謙三
藤縄 謙三（ふじなわ けんぞう、1929年12月15日 - 2000年10月4日）は、日本の西洋古典学者。京都大学名誉教授。専門は古代ギリシア史、ホメロスからエウリピデスまでの古代ギリシア思想史・社会史・文化史の研究を行った。京都大学学術出版会の『西洋古典叢書』発足刊行にも中心的な役割を果たした。

## 経歴
新潟県生まれ。旧制新潟高校を経て、1953年京都大学文学部史学科卒、1955年同大学院文学研究科修士課程修了。同年9月に同博士課程退学後、大阪府立大学教育学部助手。同大学教養部助手、講師、助教授を経て、1970年に京都大学助教授に就任。1979年同教授（西洋史学第一講座）。1993年に京都大学を定年退職、同大学名誉教授、京都女子大学教授。
2000年春にトゥキディデス『歴史 1』を翻訳刊行するが、半分を訳し終えたところで死去した。第2巻は、2003年に弟子に当たる城江良和の訳で刊行された。弟子には南川高志（古代ローマ史専攻、京都大学名誉教授）らがいる。

## 著作
- 『ホメロスの世界』 至誠堂新書、1965年／改訂版 角川文庫、1975年
  - 増訂版 新潮選書、1996年／復刻版 魁星出版、2006年
- 『ギリシア神話の世界観』 新潮選書、1971年 - 新版刊
- 『ギリシア文化と日本文化　神話・歴史・風土』 角川書店、1974年
  - 力富書房、1988年／平凡社ライブラリー、1994年 - 各・改訂版
- 『歴史学の起源　ギリシア人と歴史』 力富書房、1983年 - 論文集
- 『ギリシア文化の創造者たち　社会史的考察』 筑摩書房、1985年 - 論文集
- 『歴史の父 ヘロドトス』 新潮社、1989年
  - 『ヘロドトス』 魁星出版、2006年 - 復刻版

編著
- 『ギリシア文化の遺産』 南窓社、1993年

翻訳
- 『トゥキュディデス 歴史〈1〉』 京都大学学術出版会〈西洋古典叢書〉、2000年